# Bleach
Bleach (ブリーチ Burīchi) là một shōnen manga được viết và vẽ bởi Kubo Taito. Bleach kể về những cuộc phiêu lưu của Kurosaki Ichigo sau khi anh có được sức mạnh "Shinigami" (死神, Tử thần) từ một Shinigami khác, Kuchiki Rukia. Sức mạnh mới này buộc anh phải đảm nhận nhiệm vụ bảo vệ con người khỏi các linh hồn xấu xa và hướng dẫn linh hồn sang thế giới bên kia.

Bìa Weekly Shounen Jump ngày 20 tháng 8 năm 2001 với chương đầu tiên của Bleach

Bleach được đăng trên tuyển tập manga Nhật Bản là Weekly Shounen Jump từ ngày 20 tháng 8 năm 2001 đến ngày 22 tháng 8 năm 2016, và có tổng cộng 74 tập. Từ lúc xuất bản, Bleach đã tạo ra một thương hiệu nhượng quyền thương mại bao gồm một loạt phim anime dài tập được sản xuất bởi Studio Pierrot tại Nhật Bản từ 2004 đến 2012, 2 OVA, 4 bộ phim anime, 11 vở nhạc kịch rock, và rất nhiều trò chơi điện tử, cũng như nhiều loại hàng hóa khác có liên quan.
Viz Media thu được quyền là nhà phân phối cho anime Bleach vào ngày 15 tháng 3 năm 2006 trên truyền hình nước ngoài và video gia đình. Cartoon Network bắt đầu phát sóng Bleach ở Hoa Kỳ như là một phần của kênh Adult Swim vào ngày 09 tháng 9 năm 2006. Viz Media đã cấp phép cho manga ngôn ngữ tiếng Anh xuất bản tại Hoa Kỳ và Canada, và đã phát hành 49 vol tính đến tháng 10 năm 2008 cũng như các chương xuất bản của Bleach tại Shonen Jump từ tháng 11 năm 2007. Viz Media phát hành bộ phim Bleach đầu tiên, Bleach: Memories of Nobody, trên DVD tại Bắc Mỹ vào ngày 14 tháng 10 năm 2008. Bộ phim thứ hai, Bleach: The DiamondDust Rebellion, được phát hành vào ngày 15 tháng 9 năm 2009. Bộ phim thứ ba, Bleach: Fade to Black, đã được phát hành vào ngày 15 tháng 11 năm 2011. Ngoài ra, Hulu phát hành phiên bản phụ đề của anime một tuần sau khi mỗi tập phim được phát sóng tại Nhật Bản.
Manga đã bán được hơn 72 triệu bản ở Nhật Bản, và là một trong các manga bán chạy tại Hoa Kỳ. Anime chuyển thể cũng nhận được điều tương tự, được đánh giá là bộ phim truyền hình anime thứ tư phổ biến nhất tại Nhật Bản trong năm 2006 và giữ một vị trí trong top ten anime hàng đầu tại Hoa Kỳ từ 2006-2008. Bleach cũng nhận được giải thưởng Shogakukan Manga Award trong năm 2005, và là một trong những manga bán chạy nhất tại cả Nhật Bản và Hoa Kỳ.Trong năm 2011, Bleach được xếp hạng 8 trong các manga bán chạy nhất tại Nhật Bản.
Ở Việt Nam, vol 1 của Bleach đã được phát hành bởi TVM Comics vào ngày 19 tháng 5 năm 2010 với tên gọi Bleach - Sứ mạng thần chết. Vào năm 2019, Nhà xuất bản Kim Đồng đã mua bản quyền và tái xuất bản Bleach.

## Cốt truyện
Kurosaki Ichigo là một thiếu niên có khả năng nhìn thấy các linh hồn. Cuộc sống của cậu thay đổi sau sự xuất hiện của một Shinigami (Tử Thần, là những người điều hòa dòng chảy của linh hồn giữa thế giới con người và thế giới bên kia), tên là Kuchiki Rukia, đến thế giới con người để tiêu diệt Hollow - những linh hồn lạc lối nguy hiểm. Khi Rukia bị thương nặng khi đang bảo vệ Ichigo khỏi Hollow, cô cố gắng chuyển một nửa lượng Reiatsu (霊圧 (Linh Áp) "áp lực tâm linh")) của cô cho Ichigo để anh có thể đánh bại Hollow. Tuy nhiên, Ichigo lấy gần như tất cả sức mạnh của Rukia và biến đổi thành một Shinigami, và nhờ đó anh có thể đánh bại con Hollow dễ dàng. Do mất hết sức mạnh, Rukia mắc kẹt ở thế giới con người và phải sống tại đây cho đến khi phục hồi hết sức mạnh của mình. Trong thời gian đó, Ichigo thay Rukia làm Shinigami, chiến đấu với Hollow và dẫn dắt linh hồn đến thế giới bên kia được gọi là Souru Sosaeti (尸魂界 (Thi Hồn Giới)).
Khi thời gian trôi qua và Rukia vẫn chưa về Souru Sosaeti, cấp trên của Rukia bắt đầu điều tra về nơi ở và hành động của cô và Rukia bị tuyên án xử tử vì thực hiện hành động chuyển giao sức mạnh bất hợp pháp. Mặc dù không thể ngăn cản chuyến đi của Rukia về Souru Sosaeti, Ichigo đã quyết định cứu cô với sự trợ giúp của một số bạn cùng lớp đã thức tỉnh sức mạnh tâm linh của họ, Inoue Orihime, Sado Yasutora, and Ishida Uryū và hai cựu Shinigami là Shihōin Yoruichi và Kisuke Urahara. Khi ở tại Souru Sosaeti, Ichigo chiến đấu chống lại quân đội Shinigami Gotei 13 và cố gắng cứu Rukia trước khi cô bị xử tử.
Câu chuyện tiết lộ rằng vụ xử tử của Rukia và những hành động giải cứu của Ichigo đều được sắp đặt bởi một Shinigami cấp đội trưởng là Sōsuke Aizen, người trước đó được cho là bị sát hại, như là một phần của âm mưu nhằm kiểm soát Souru Sosaeti. Aizen phản bội lại Shinigami khác và bản thân hắn ta liên kết với những Hollow tiến hóa bậc cao, các Espadas. Vì thế, Aizen trở thành nhân vật phản diện chính của truyện và đội quân Gotei 13 đã liên minh với Ichigo.
Tại thời điểm này, Bleach trở thành biên niên sử về cuộc chiến chống lại Aizen (và các thuộc hạ Espadas), người có dự định sẽ hút một lượng lớn linh hồn từ quê nhà Ichigo để tạo ra Ôken, một chìa khóa có thể mở ra cổng không gian đến Reiōkyū (霊王宮 (Linh Vương Cung) "nơi ở của vua Thi Hồn Giới")) và quê nhà Ichigo sẽ biến mất vào hư vô. Sau khi Aizen đánh bại các đội trưởng Shinigami, Ichigo đã trải qua một khóa đào tạo cường độ cao với cha mình là Isshin (cũng là một cựu Shinigami) để trở nên đủ mạnh rồi một mình chiến đấu với Aizen. Khi Aizen bị suy yếu sau trận chiến với Ichigo, một bùa chú mà Urahara đã đưa vào trong người Aizen đã kích hoạt và phong ấn Aizen, do đó cuộc xung đột kết thúc và giao cho Souru Sosaeti bắt giam Aizen. Do sử dụng tất cả các sức mạnh Shinigami của mình để đánh bại Aizen, Ichigo mất hết sức mạnh tâm linh và trở thành một con người bình thường.
Mười bảy tháng sau, Ichigo gặp "Xcution", một nhóm người sở hữu sức mạnh Fullbring dựa trên Hollow, muốn Ichigo hấp thụ sức mạnh của họ. Ichigo bắt đầu đào tạo để lấy lại sức mạnh Shinigami bằng cách phát triển Fullbring sau sự xuất hiện của Shūkurō Tsukishima, cựu thủ lĩnh Xcution đang nhắm vào bạn bè hắn. Sau khi phát triển Fullbring của mình, Ichigo bị phản bội bởi thủ lĩnh Xcution hiện tại là Kūgo Ginjō, một cựu Shinigami bị trục xuất, đã được "viết lại ký ức" nhằm hành động như kẻ thù của Tsukishima và giúp Ichigo lấy lại sức mạnh rồi ăn cắp chúng. Với sự giúp đỡ từ Souru Sosaeti, Ichigo lấy lại sức mạnh của mình và cùng với lực lượng từ Souru Sosaeti chiến đấu chống lại nhóm của Ginjō. Souru Sosaeti dành chiến thắng với Ichigo giết Ginjō và Kuchiki Byakuya tiêu diệt Tsukishima.
Tiếp nối sau sự kiện trên, một nhóm các Quincy gọi là "Vandenreich" tuyên chiến với Souru Sosaeti. Ichigo lại một lần nữa phiêu lưu đến Hueco Mundo, nơi cũng bị xâm chiếm bởi các Vandenreich; cùng lúc đó, các đội trưởng Gotei 13 đang chiến đấu với một nhóm tinh nhuệ trong quân đội Vandenreich được biết đến với cái tên "Sternritter". Trong cuộc xâm lược, nhiều Bankai của các đội trưởng bị đánh cắp bởi các "Sternritter". Trong khi đó Yamamoto đã trả thù Quincy lấy trộm Bankai của Sasakibe và ngay lập tức tìm ra thủ lĩnh của chúng, người mà ông tên là Juha Bach, vốn cho đến nay chỉ được gọi bởi các Quincy là "Hoàng đế". Trong hồ quang cuối cùng, một đội quân Quincy xuất hiện và tuyên bố chiến tranh của mình trên Souru Sosaeti, sau khi nô dịch các Arrancar. Nhóm này được dẫn dắt bởi Yhwach, tổ tiên cổ xưa của Quincy đã từng được tôn thờ như một vị thần trên trái đất. Yhwach đã trở lại từ giấc ngủ đông dài ở thế giới bên kia, và tìm cách giết linh vương như Aizen. Trong cuộc xâm lược đầu tiên của đội quân, các Wandenreich giết rất nhiều Shinigami trong số đó có Tổng đội trưởng, Đội trưởng đội 1 - Yamamoto. Chưa hết, Uryu được chiêu mộ vào các Wandenreich. Lúc đó, Cha Ichigo đã tiết lộ rằng Ichigo có năng lực của cả Visored và Fullbringer là vì mẹ cậu là một Quincy, người đã bị ảnh hưởng gián tiếp bởi các thí nghiệm Aizen của. Sau khi đối phó với sự mặc khải, Ichigo và bạn bè của mình giúp Souru Sosaeti trong cuộc chiến chống xâm lược lần thứ hai của Wandenreich như Yhwach tiền thu được để đạt Linh Vương trong sự hỗn loạn tiếp theo và cuối cùng giết Soul King. Câu chuyện tiết lộ rằng Uryu gia nhập Wandenreich như một cách để tiếp cận Yhwach, người chịu trách nhiệm cho cái chết của mẹ mình giữa Quincy khác, và gia nhập với Ichigo để chống lại các Quincy ưu tú. Trong trận chiến cuối cùng, Yhwach trở về Souru Sosaeti để chinh phục nó một lần và mãi mãi, nhưng được sự giúp đỡ của Aizen người tham gia là Ichigo, Renji, và Uryu. Với sự giúp đỡ của Silver Tuy Ryuken Ishida của, Uryu và Ichigo cuối cùng đánh bại Yhwach. Nhiều năm sau, Rukia trở thành đội trưởng mới của đội mười ba và có một con gái với Renji tên là Ichika. Aizen, người đã được trả lại cho nhà tù của mình, có một độc thoại mà ông cung cấp một bác bỏ tầm nhìn về một thế giới Yhwach mà không chết, nói rằng nếu không có sự sợ hãi của cái chết can đảm không thể tồn tại. Ichigo và Orihime có một con trai tên là Kazui, là người đào tạo để trở thành một tử thần như anh.

## Sản xuất
Bleach lần đầu tiên được hình thành từ một mong muốn của Kubo Taito là vẽ Shinigami mặc kimono, dẫn đến việc hình thành cơ sở cho việc thiết kế các Shinigami trong manga và khái niệm về Kuchiki Rukia. Khái niệm về câu chuyện gốc đã được trình bày cho Weekly Shōnen Jump ngay sau sự hủy bỏ của manga trước đây của Kubo là Zombiepowder nhưng đã bị từ chối. Họa sĩ manga Toriyama Akira nhìn thấy câu chuyện và đã viết một lá thư động viên Kubo . Bleach đã được chấp nhận cho công bố một thời gian ngắn sau đó vào năm 2001, và ban đầu dự định được một loạt manga ngắn, với chiều dài tuần tự tối đa là 5 năm . Kế hoạch ban đầu cho câu chuyện không bao gồm cấu trúc phân cấp của Souru Sosaeti, nhưng đã bao gồm một số nhân vật và các yếu tố đó đã không được đưa vào cốt truyện cho đến the Arrancar arc, hạn như di sản của Shinigami của Ichigo . Loạt ban đầu được đặt tên là "Black" vì màu sắc của quần áo Shinigami, nhưng Kubo nghĩ rằng tiêu đề quá chung chung. Ông sau đó đã cố gắng đổi tên là "White", nhưng cuối cùng lại là "Bleach" nhiều hơn do các liên kết của nó với màu trắng và rằng ông thấy nó quá hiển nhiên .
Kubo Taito đã trích dẫn những ảnh hưởng đến các yếu tố của Bleach, từ loạt manga khác tới âm nhạc, ngoại ngữ, kiến trúc, và phim. Ông quan tâm đến việc vẽ hiện tượng siêu nhiên và quái vật từ GeGeGe no Kitaro của Mizuki Shigeru và Bleach tập trung vào vũ khí và cảnh chiến đấu với cảm hứng từ Saint Seiya của Kurumada Masami, manga mà Kubo thưởng thức như một cậu bé . Phong cách hành động và cách kể chuyện trong Bleach được lấy cảm hứng từ điện ảnh, mặc dù Kubo đã không tiết lộ bất cứ bộ phim cụ thể nào đã ảnh hưởng đối với những cảnh chiến đấu trong Bleach. Khi bị thúc ép, ông nói với người phỏng vấn rằng ông thích phim Snatch nhưng không sử dụng nó như một mô hình . Kubo cũng nói rằng ông muốn làm cho Bleach là một kinh nghiệm chỉ có thể được tìm thấy bằng cách đọc manga, và bác bỏ những ý tưởng của việc tạo ra bất kỳ bộ phim hành động thật có liên quan .
Quá trình sáng tạo của Bleach là tập trung xung quanh thiết kế nhân vật. Khi diễn câu chuyện bằng văn bản hoặc những khó khăn khi tạo ra vật liệu mới, Kubo bắt đầu bằng suy nghĩ về nhân vật mới, thường là hàng loạt, và đọc lại số trước của Bleach . Kubo đã nói rằng ông thích nhân vật được tạo ra mà không phù hợp với bản chất thật của họ-một yếu tố có thể được tìm thấy trong nhiều nhân vật của Bleach, mà theo ông là "thu hút mọi người với vẻ mâu thuẫn" và tìm thấy một "yêu cầu để thu hút mọi người như thế" khi ông làm việc . Các thuật ngữ sử dụng trong Bleach có nhiều cảm hứng, với từng loại nhân vật mang một ngôn ngữ chủ đề khác nhau. Nhiều tên cho thanh kiếm và phép thuật được sử dụng bởi Shinigami được lấy cảm hứng từ văn học Nhật Bản cổ. Hollows và Arrancars thường liên kết với Tây Ban Nha vì ngôn ngữ nghe có vẻ "mê hồn và dịu êm" với ông 
.

## Media

### Manga
Các chương của manga Bleach được viết và minh họa bởi Kubo Taito. Tại Nhật Bản, Bleach bắt đàu được đăng trên tạp chí Weekly Shonen Jump của Shueisha từ năm 2001  và kết thúc vào ngày 22 tháng 8 năm 2016 ở chương 686. Hầu hết tên các chương được viết bằng tiếng Anh và có chữ katakana bên trên cho biết cách thức chúng được đọc bằng tiếng Nhật, tương tự như việc sử dụng furigana với kanji. Ngoài các chương chính, một số chương được xuất bản với một số chương mang số âm. Những chương "số âm" là câu chuyện bên lề có liên quan đến sự kiện trước cốt truyện chính của manga . Các chương riêng của manga sau đó được tập hợp thành một vol tankōbon, mỗi tập có một bài thơ dựa trên các nhân vật. Tập đầu tiên của Bleach được phát hành vào ngày 5 tháng 1 năm 2002, tập cuối cùng là tập 74 được phát hành vào ngày 4 tháng 11 năm 2016 
Nhà cấp phép Viz Media ở Bắc Mỹ đã phát hành từng chương riêng trong Shonen Jump ở Bắc Mỹ kể từ tháng 11 năm 2007.. Tính đến  tháng 4 năm 2012, 39 tập đã được phát hành, lần đầu là vào ngày 1 tháng 6 năm 2004 . Ngày 05 tháng 8 năm 2008, công ty phát hành một "bộ sưu tập" của vol đầu tiên đi kèm với một jacket, tiếp theo là một bộ hộp đã được phát hành vào ngày 2 tháng 9 năm 2008, có khối lượng đầu tiên là 21, một poster và một cuốn sách nhỏ về manga .
Tại Việt Nam, Bleach được mua bản quyền và xuất bản bởi TVM Comics từ năm 2010. Tính đến tháng 10 năm 2013, đã có 24 vol được phát hành.

### Anime
Anime phát sóng trên TV Tokyo tại Nhật Bản vào lúc 6 giờ chiều thứ 3 từ ngày 5 tháng 10 năm 2004  tới 27 tháng 3 năm 2012 , ngoại trừ ngày lễ. Các tập của anime được đạo diễn bởi Abe Noriyuki và sản xuất bởi TV Tokyo, Dentsu và Studio Pierrot .
Viz Media thu được quyền đối với anime từ Tổng công ty TV Tokyo và Shueisha vào ngày 15 tháng 3 năm 2006 . Sau đó, Viz Media ký hợp đồng với Studiopolis để tạo ra bản tiếng Anh của anime, và kể từ đó được cấp phép mua bán bản quyền của anime Bleach với một số công ty khác .
Bản tiếng Anh của anime Bleach được chiếu trên kênh YTV của Canada trong chương trình Bionix vào ngày 8 tháng 9 năm 2006. Cartoon Network bắt đầu phát sóng Bleach vào buổi tối như là một phần của Adult Swim . Adult Swim ngừng phát sóng tập phim mới của bản tiếng Anh vào ngày 20 tháng 10 năm 2007 sau khi phát sóng 52 tập đầu tiên. Nó đã được thay thế bằng một anime khác của Viz Media, Death Note, để cho Studiopolis thêm thời gian để bổ sung thêm. Anime bắt đầu phát sóng một lần nữa vào ngày 2 tháng 3 năm 2008, nhưng lại tạm thời gián đoạn vào ngày 21 tháng 11 năm 2009, sau khi phát sóng tập 167. Loạt phát sóng trở lại một lần nữa vào ngày 28 tháng 8 năm 2010, ngày dành cho Aldut Swim.
Ở Anh, Bleach chiếu trên AnimeCentral vào ngày 13 tháng 9 năm 2007, với các tập phim mới phát sóng hàng tuần. Phiên bản lồng tiếng Anh của Bleach cũng bắt đầu chiếu trên Animax Asia từ ngày 18 tháng 12 năm 2009 với 52 tập đầu tiên và mùa 2 chiếu vào ngày 18 tháng 3 năm 2011 với âm thanh bản gốc tiếng Nhật và phụ đề tiếng Anh.
Tính đến  tháng 8 năm 2009, 49 đĩa DVD sưu tập đã được phát hành bởi Aniplex tại Nhật Bản . Viz Media đã phát hành 31 DVD sưu tập của bản tiếng Anh của anime , cùng với 3 bộ sưu tập DVD chứa 5 mùa đầu tiên của anime . Vào ngày 29 tháng 7 năm 2009, Aniplex phát hành "TV Animation Bleach 5th Anniversary Box" bao gồm 15 DVD và ba đĩa bổ sung .
Tập 366, được phát sóng ngày 27 tháng 3 năm 2012 là tập cuối cùng của anime Bleach được phát sóng trên TV Tokyo .

### CD nhạc
Được sản xuất bởi Shiro Sagisu, 11 đĩa CD nhạc phim đã được phát hành cho anime và phim của Bleach. Bleach Original Soundtrack 1 (OST 1) phát hành vào ngày 18 tháng 5 năm 2005 và có 25 bài, bao gồm nhạc bài mở đầu và kết thúc với độ dài ban đầu của chúng trên truyền hình . Bleach OST 2 theo sau vào ngày 2 tháng 8 năm 2006, bổ sung bài hát 23 bằng nhạc cụ . Bleach OST 3 sau đó theo sau vào ngày 5 tháng 11 năm 2008 với 27 bài . Bleach OST 4 được phát hành vào ngày 16 tháng 12 năm 2009 với 30 bài bằng nhạc cụ  Bleach: Memories of Nobody Original Soundtrack được phát hành với 25 bài nhạc từ phim Bleach: Memories of Nobody. Nhạc phim cũng đã được phát hành cho phim Bleach: The DiamondDust Rebellion, với gần 30 bài nhạc từ phim, theo sau là phần ba cho Bleach: Fade to Black, I Call Your Name, với 29 bài nhạc , cuối cùng là Bleach: Hell Verse Original Soundtrack cho Bleach: Hell Verse, với 21 bài hát . Bleach: The Best bao gồm 12 nhạc mở đầu và kết thúc từ của anime trong các phiên bản đầy đủ, sau đó nối tiếp bởi Bleach: Tunes, trong đó có thêm 12 bài khác .
Ba bộ đĩa Radio DJCD Bleach 'B' Station, mỗi đĩa chứa sáu vol, đã được phát hành tại Nhật Bản . Mùa thứ ba vẫn còn đang tiếp diễn tại Nhật Bản . Tám đĩa CD phim đã được sản xuất cho loạt anime với giọng của các diễn viên lồng tiếng gốc; các đĩa CD này chỉ là một phần của bản phát hành DVD 
The Bleach Beat Collections là một tập hợp của đĩa CD được xuất bản bởi Sony Music có tính năng ghi âm của các diễn viên lồng tiếng Nhật gốc cung cấp một cái nhìn vào tính cách của nhân vật họ đóng, cũng như của chính các diễn viên lồng tiếng. CD đầu tiên được phát hành vào ngày 22 tháng 6 năm 2005, và vào tháng 3 năm 2009, 21 tập đã được phát hành trên khắp bốn bộ có tên gọi là Sessions .

### Phim
Có bốn bộ phim dựa trên Bleach, tất cả đều được đạo diễn bởi Noriyuki Abe, giám đốc của Bleach anime. Các phim được phát hành vào tháng 12 mỗi năm bắt đầu từ năm 2006. Mỗi bộ phim có tính năng câu chuyện ban đầu cùng với các nhân vật gốc được thiết kế bởi Kubo Taito, do đó là trái với phim dựa trên anime vốn có tác giả gốc thường ít tham gia sáng tạo .
Bộ phim đầu tiên, Bleach: Memories of Nobody, được phát hành tại Nhật Bản vào ngày 16 tháng 12 năm 2006 và đã có một bản phát hành hạn chế tại các rạp của Mỹ vào tháng 6 năm 2008 . Bộ phim tập trung vào các hoạt động của "Dark Ones", những người bị trục xuất khỏi Souru Sosaeti đang tìm cách tiêu diệt cả Souru Sosaeti và thế giới của người sống. Memories of Nobody đã được phát hành ở Bắc Mỹ vào Region 1 DVD bởi Viz Media vào 14 tháng 10 năm 2008 .
Bộ phim thứ hai, Bleach: The DiamondDust Rebellion, được phát hành cho các rạp chiếu tại Nhật Bản vào ngày 22 tháng 12 năm 2007 . Cốt truyện của nó tập trung vào nỗ lực của đội trưởng đội 10 của Souru Sosaeti là Hitsugaya Tōshirō để minh oan cho mình sau khi một cổ vật của nhà vua Souru Sosaeti bị đánh cắp khi nó nằm dưới sự chăm sóc của anh. The DiamondDust Rebellion được phát hành ở Bắc Mỹ vào Region 1 DVD bởi Viz Media vào ngày 8 tháng 9 năm 2009 .
Bộ phim thứ ba, Bleach: Fade to Black, I Call Your Name, được phát hành tại Nhật Bản vào ngày 13 tháng 12 năm 2008. Trong phim, các thành viên của Souru Sosaeti bị mất trí nhớ tạm thời, gây ra bởi một Hollow ký sinh trùng khiến họ quên đi những kỷ niệm về Ichigo và Rukia. Khi vào Souru Sosaeti để điều tra, Ichigo phát hiện ra rằng Rukia đã không chỉ quên anh, nhưng cũng quên đi nhân dạng của chính cô . Bộ phim được phát hành trên DVD vào ngày 30 tháng 9 năm 2009 . Lồng tiếng Anh của phim được phát hành vào Region 1 DVD bởi Viz Media vào ngày 15 tháng 11 năm 2011 .
Bộ phim thứ tư, Bleach: The Hell Verse được phát hành tại Nhật Bản vào ngày 12 tháng 4 năm 2010) . Nội dung của nó là về Ichigo tiến vào Địa ngục, nơi mà các Hollows làm điều ác trong thời gian họ là con người được đưa đến. Kubo Taito giám sát việc sản xuất của bộ phim .
Trong tháng 3 năm 2010, Warner Bros (Mỹ/Canada/Quốc tế) và Regency Enterprises xác nhận rằng họ đang đàm phán để tạo ra một bộ phim hành động do người đóng dựa trên manga. Peter Segal, Arnon Milchan và Michael Ewin đã được xếp hàng để sản xuất bộ phim .

### Nhạc kịch
Bleach đã được chuyển thể thành một loạt các vở nhạc kịch rock, hợp tác sản xuất bởi Studio Pierrot và Nelke Planning. Đã có 5 vở nhạc kịch được sản xuất trong đó bao gồm các Substitute và Souru Sosaeti arc, cũng như ba buổi biểu diễn thêm được gọi là "Live Bankai Shows" không tuân theo cốt truyện của Bleach. Buổi diễn ban đầu của Bleach nhạc kịch là từ 17-28 tháng 8 năm 2005 tại trung tâm Space Zero Tokyo ở Shinjuku .
Các nhạc kịch được đạo diễn bởi Hiramitsu Takuya, với một kịch bản thích ứng của Okumura Naoshi và âm nhạc sáng tác bởi nhà soạn kịch Tama Shoichi. Các bài hát là hoàn toàn nguyên bản và không lấy từ nhạc phim anime. Diễn viên chính bao gồm Isaka Tatsuya, người đóng vai Kurosaki Ichigo, Sato Miki, người đóng vai Kuchiki Rukia, và Moriyama Eiji, người đóng vai Abarai Renji..

### Thẻ trò chơi
Hai bộ thẻ sưu tập (collectible card games, gọi tắt là CCG) dựa trên Bleach đã được sản xuất hàng loạt. Bleach Soul Card Battle, sản xuất bởi Bandai, đã được giới thiệu tại Nhật Bản vào năm 2004 . Tính đến tháng 10 năm 2008, 17 bộ có tên đã được phát hành .
Bleach TCG đã được giới thiệu tại Hoa Kỳ bởi Score Entertainment vào tháng 5 năm 2007 , nhưng đã ngừng xuất bản vào tháng 4 năm 2009 ngay trước khi khởi động kế hoạch mở rộng thứ 7 của mình, Bleach Infiltration . Sự hủy bỏ là do sự suy thoái kinh tế đang diễn ra khiến việc bán TCG bị ảnh hưởng nặng nề  Thiết kế bởi Aik Tongtharadol, TCG là một trò chơi hai người, trong đó mỗi người chơi bắt đầu với ít nhất 61 thẻ: một thẻ "Guardian", 60 thẻ "main deck", và 20 thẻ phụ "side deck". Người chơi thua nếu sức mạnh của họ, quyết định bởi thẻ Guardian, được giảm xuống bằng không, hoặc nếu người đó không thể rút hoặc loại bỏ một thẻ từ sàn của họ . Các thẻ cho các trò chơi đã được phát hành theo bộ với mỗi bộ phát hành trong ba định dạng: 72 thẻ trong hộp trước khi xây dựng có chứa một bàn khởi động và hai gói tăng cường, một thẻ tăng cường pack-10, và một gói tăng cường 12-pack. Tính đến tháng 12 năm 2008, 6 bộ có tên đã được phát hành .

### Trò chơi điện tử
Trò chơi điện tử đầu tiên được phát hành có tên Bleach: Heat the Soul, ra mắt vào ngày 24 tháng 3 năm 2005 cho Sony PlayStation Portable . Hiện nay, đa số các trò chơi chỉ được phát hành tại Nhật Bản, mặc dù Sega đã bản địa hoá ba trò chơi đầu tiên trên Nintendo DS và một trò chơi trên Wii ở Bắc Mỹ . Cho đến nay, tất cả các trò chơi Bleach phát hành cho Sony console đã được phát triển và xuất bản bởi SCEI, trong khi các trò chơi cho Nintendo console được phát triển và được xuất bản bởi Sega, và các trò chơi cho Nintendo DS được phát triển bởi Treasure Co. Ltd. .

### Light novel
Tác giả Kubo Taito và nhà văn Matsubara Makoto là đồng tác giả bốn bộ tiểu thuyết dựa trên của Bleach, được xuất bản bởi Shueisha theo nhãn Jump Books của nó. Vol đầu tiên Bleach-letters from the other side: The Death and The Strawberry, được phát hành vào ngày 15 tháng 12 năm 2004, và vol 2, Bleach: The Honey Dish Rhapsody, vào ngày 30 tháng 10 năm 2006 . Bleach: The Death Save The Strawberry phát hành ngày 4 tháng 9 năm 2012. Bleach: WE DO knot ALWAYS LOVE YOU phát hành ngày 27 tháng 12 năm 2016.
Một bộ Novel khác là Bleach: Spirits Are Forever With You gồm hai Vol, do Ryohgo Narita viết cũng được phát hành vào ngày 4 tháng 6 năm 2012. Nhà văn Narita và tác giả Kubo Taito cũng sẽ kết hợp trong một tiểu thuyết khác của Bleach phát hành vào mùa xuân năm 2017.

### Khác
Một sách nghệ thuật duy nhất của Bleach, All Colour But The Black, đã được phát hành tại Nhật Bản, Hoa Kỳ, và châu Âu. Sách nghệ thuật này biên dịch 19 vol đầu tiên của Bleach có phối màu, cũng như một số ảnh nghệ thuật ban đầu và bình luận của tác giả .
Bốn databook cũng đã được phát hành về truyện. Hai quyển đầu tiên, Bleach: Official Character Book SOULs. và Bleach: Official Animation Book VIBEs. được phát hành vào ngày 3 tháng 2 năm 2006 , Bleach: Official Character Book SOULs. sau đó được phát hành bằng tiếng Anh bởi Viz Media vào ngày 18 tháng 11 năm 2008 . Databook thứ ba, Bleach Official Bootleg: KaraBuri+ (Bleach OFFICIAL BOOTLEG カラブリ プラス), được phát hành vào ngày 3 tháng 8 năm 2007. Ngoài việc hướng dẫn về nhân vật hư cấu và bài báo về các khía cạnh khác của Bleach thì nó biên dịch các truyện ngắn khác nhau, Tedious Everyday Tales Colorful Bleach (徒然日常絵詞 カラフル ブリーチ Tsuredure Nichijou Ekotoba Karafuru Buriichi), đã được xuất bản tại V Jump. Các tấm phong cách omake, cũng tương tự như trong truyện chính, nhưng tiết lộ thêm của cuộc sống hàng ngày của các nhân vật . Cuốn sách thứ 4, Bleach: Official Character Book 2: MASKED đã được phát hành vào ngày 4 tháng 8 năm 2010 . Cuốn sách này bao gồm chi tiết về các nhân vật xuất hiện 100 năm trước khi câu chuyện xảy ra, chẳng hạn như các cựu đội trưởng và đội phó, cùng với các Arrancars và Visoreds. Cần lưu ý rằng trong khi nó được phát hành vào cùng ngày với Volume 46, Back From Blind, cuốn sách chỉ bao gồm vật liệu lên đến vol 37, Beauty Is So Solitary. Quyển thứ 5 Bleach: Official Character Book 3: UNMASKED, dự kiến sẽ được phát hành vào tháng 6 năm 2011, cùng ngày với vol 50 của xê-ri. Tuy nhiên nó sẽ chỉ bao gồm vật liệu lên đến volume 48, God is Dead.
- Ngày 1 tháng 5 năm 2021,Liên Quân Mobile thông báo hợp tác với Bleach cho ra mắt 3 trang phục dựa trên cốt truyện

## Đánh giá
Bộ manga đã bán được hơn 1,2 triệu bản ở Bắc Mỹ, và bản gốc tiếng Nhật của manga đã bán được hơn 72 triệu bản . Trong năm 2005, Bleach được trao giải thưởng Shogakukan Manga Award cho thể loại shōnen . Tính đến tháng 5 năm 2007, bộ manga đã bán được tổng cộng 40 triệu bản, xếp hạng là loạt manga bán chạy nhất thứ 14 của Weekly Shonen Jump . Trong năm 2008, vol 34 của manga đã bán được 874.153 bản ở Nhật Bản, trở thành truyện tranh bán chạy nhất thứ 12 trong năm. Vol 33 và 35 cũng được xếp hạng 17 và 18 . Với tổng số manga đã bán được là 3.161.825 bản tại Nhật Bản trong năm 2008, Bleach trở thành loạt manga bán chạy thứ năm của năm . Trong nửa đầu năm 2009, Bleach xếp hạng là manga bán chạy thứ 2 ở Nhật Bản, và bán được 3,5 triệu bản . Bán được 927.610 bản, vol 36 xếp thứ 7. Volume 37 đứng thứ 8 với 907.714 bản được bán, và vol 38 đứng thứ 10 với 822.238 bản . Ở Bắc Mỹ, manga cũng đã bán chạy, với việc đặt vol 16 đứng trong top các tiểu thuyết bán đồ họa vào ngày 10 tháng 12 năm 2006  và vol 17 là vol bán chạy tốt nhất của manga vào tháng 2 năm 2007 . Trong một cuộc phỏng vấn năm 2010, Gonzalo Ferreyra, Phó chủ tịch bán hàng và tiếp thị cho Viz, đã liệt kê Bleach là một trong 6 nhãn hiệu của Viz đã tiếp tục vượt quá sự mong đợi mặc dù thị trường manga gặp khó khăn . Các phiên bản tiếng Anh của manga được đề cử các giải thưởng "manga tốt nhất" và "chủ đề tốt nhất" tại Giải thưởng Anime Mỹ các năm 2006 và 2007, nhưng đã không giành chiến thắng ở bất kỳ một trong 2 thể loại nói trên .
Deb Aoki từ About.com coi Bleach là Manga Shōnen Tiếp tục hay nhất của năm 2007, cùng với Eyeshield 21, ca ngợi: "những câu chuyện hấp dẫn, cảnh hành động rực rỡ và phát triển nhân vật vĩ đại" . Bà cũng đưa Bleach vào trong danh sách "Top 10 Shōnen Manga Phải đọc" . Nghệ thuật vẽ và thiết kế nhân vật nhận được phản ứng tích cực của IGN A.E. Sparrow. Ông cũng nhận xét về một số câu chuyện xảy ra trong xê-ri đồng thời do số lượng lớn các nhân vật hỗ trợ đã làm cho bộ manga hấp dẫn để đáp ứng những yêu sách của người hâm mộ về "thiếu một câu chuyện" trong Bleach . Leroy Douresseaux từ ComicBookBin đồng ý với Sparrow về câu chuyện, nhưng cũng ca ngợi những cảnh chiến đấu mà ông so sánh với những bộ phim nổi tiếng . Mặt khác, nhà phê bình Mania là Jarred Pine chỉ trích Bleach như được đóng khung với khuôn mẫu từ thể loại này. Ông cảm thấy đó là một khởi đầu khó khăn cho xê-ri với những trận chiến không mấy ấn tượng, lạm dụng trò cười, và giới thiệu tệ cho nhân vật trung tâm Ichigo khiến cho anh "là một vô lại cau mày" có một đặc điểm tốt là mong muốn của để bảo vệ. Mặc dù vậy, Pine nói rằng ông thích loạt manga, đặc biệt là các nhân vật kỳ quặc, đáng yêu của nó .
Anime xuất hiện nhiều lần trong các bưổi xếp hạng của truyền hình Nhật Bản . DVD cũng đã có doanh số bán hàng tốt thường xuất hiện trong bảng xếp hạng DVD của Nhật Bản. Anime được đề cử trong Giải thưởng Anime Mỹ năm 2007 trong các lĩnh vực "manga tốt nhất", "diễn viên tốt nhất", "gói thiết kế DVD tốt nhất", và "chủ đề tốt nhất", nhưng không thể giành chiến thắng ở bất kỳ giải thưởng nào . Trong một cuộc thăm dò năm 2006 của Internet TV Asahi, Bleach đã được xếp hạng là chương trình anime yêu thích thứ 7 ở Nhật Bản . Những năm trước, nó đã được xếp hạng là chương trình yêu thích thứ 27 . Trong tháng 2 năm 2009, Bleach xếp hạng là anime đứng thứ 9 về việc có nhiều người xem nhất ở Hulu .
Carlos Santos của Anime News Network ca ngợi anime, mô tả nó như là "... một anime vô cùng giải trí sẽ tóm lấy bạn và từ chối bỏ đi.. Maria Lin của Animefringe thích các nhân vật có những nét khác nhau, và cách họ xử lý trách nhiệm như thế nào để tăng sức mạnh cho mính. Cô cũng khen ngợi sự quan tâm của Bleach về các chi tiết, nhịp độ kịch bản, mức độ cân bằng và hài kịch. Tóm lại, cô ghi chú "Anime Bleach đáng nhận được sự phổ biến của nó: Nó có một cái gì đó của phim hài, siêu nhiên, hành động và một chút lãng mạn, tất cả đều gắn với nhau bằng hình ảnh động tuyệt vời và âm thanh rất nhiệt tình của các diễn viên lồng tiếng.". Adam Arseneau của DVD Verdict, cảm thấy Bleach là "show that only gets better with age" và là "đáng ngạc nhiên và hấp dẫn" với phát triển tốt về nhân vật . Holly Ellingwood của Active Anime ca ngợi anime là hoàn hảo trong việc thu giữ "sự phấn khích, sự hài hước và những âm mưu siêu nhiên" của manga  Cô cho rằng Bleach đã "làm một công việc tuyệt vời được xây dựng trên sự liên tục của nó để cung cấp các tập căng thẳng và ngày càng liên quan đến không chỉ Ichigo và Rukia, nhưng các nhân vật phụ nữa" . Cô cũng ca ngợi Bleach về các hiệu ứng ấn tượng thị giác của nó, cốt truyện hấp dẫn và "sự xuất sắc pha trộn của hành động, đã thoát khỏi bức tường hài kịch." . Khi xem xét Bleach cho DVD Talk, Don Houston cảm thấy các nhân vật đã vượt qua định kiến anime "shōnen" bình thường và thích "các hỗn hợp vật liệu tối hơn với sự hài hước." . Nhận xét viên John Sinnott cảm thấy Bleach bắt đầu ra như là một sự nhàm chán của "quái vật của chương trình hàng tuần " rồi trở nên hấp dẫn hơn với câu chuyện xây dựng và các nhân vật được biểu hiện ra ngoài  Joseph Luster của 'Otaku USA' đã viết rằng "the storylines are consistently dramatic without hammering it home too heavily, the characters manage comic relief that's not as eye rolling as one would expect, and the action (in classic fighting series form) has only gotten more ridiculous over the years; in a good way, of course". Bryce Coulter của Mania.com ca ngợi Bleach cho cốt truyện của mình và "các nhân vật kỳ quặc và thú vị" . Khi so sánh Bleach với Naruto, Chris Beveridge của Mania.com cảm thấy Bleach ít trẻ con và "đơn giản đến với nhau đáng ngạc nhiên trong phong cách của mình và thực hiện các "vật liệu gì là khá chuẩn" .